# بالا سينغ
بالا سينغ هو ممثل هندي، ولد في 7 مايو 1952.

## وصلات خارجية
- بالا سينغ على موقع IMDb (الإنجليزية)
- بالا سينغ على موقع قاعدة بيانات الفيلم (الإنجليزية)